# Saint-Crépin-d’Auberoche
Saint-Crépin-d’Auberoche (okzitanisch: Sent Crespin d’Auba Ròcha) ist eine französische Gemeinde mit 336 Einwohnern (Stand: 1. Januar 2022) im Département Dordogne in der Region Nouvelle-Aquitaine. Sie gehört zum Arrondissement Périgueux und zum Kanton Isle-Manoire. Die Einwohner werden Saint-Crépinois und Saint-Crépinoises genannt.

## Geographie
Saint-Crépin-d’Auberoche liegt in der Landschaft Périgord, etwa zwölf Kilometer südöstlich von Périgueux. Nachbargemeinden sind: Bassillac et Auberoche im Norden und Osten, Saint-Geyrac im Süden sowie Saint-Pierre-de-Chignac im Westen.

## Bevölkerungsentwicklung
| Jahr                       | 1962 | 1968 | 1975 | 1982 | 1990 | 1999 | 2006 | 2019 |
| Einwohner                  | 246  | 191  | 175  | 237  | 229  | 227  | 273  | 342  |
| Quellen: Cassini und INSEE |      |      |      |      |      |      |      |      |

## Sehenswürdigkeiten
- Kirche Saint-Crépin
- zwei Herrenhäuser
- Chartreuse von Le Pinier
- Chartreuse von Vertiol

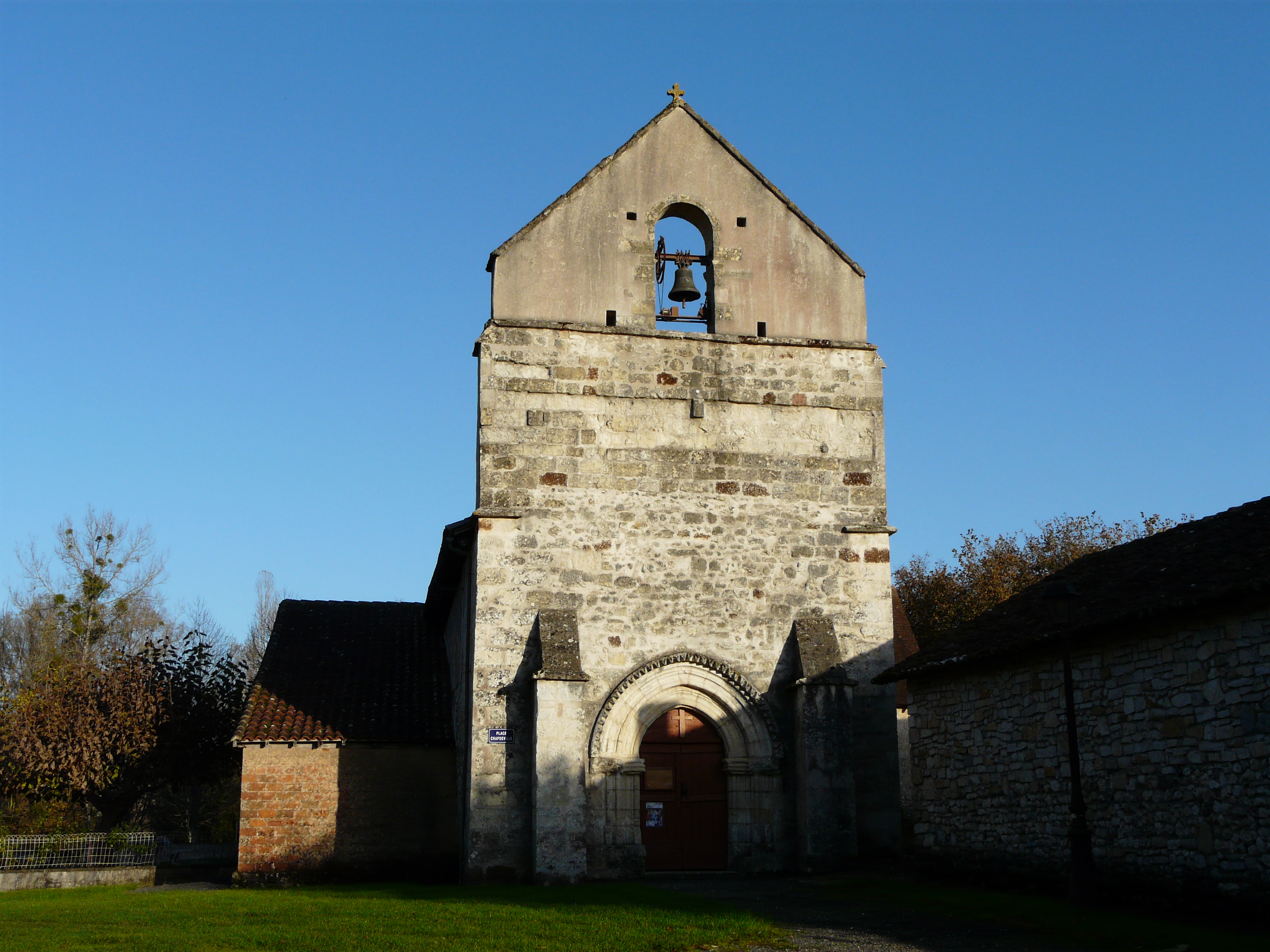
Kirche Saint-Crépin, Westfassade
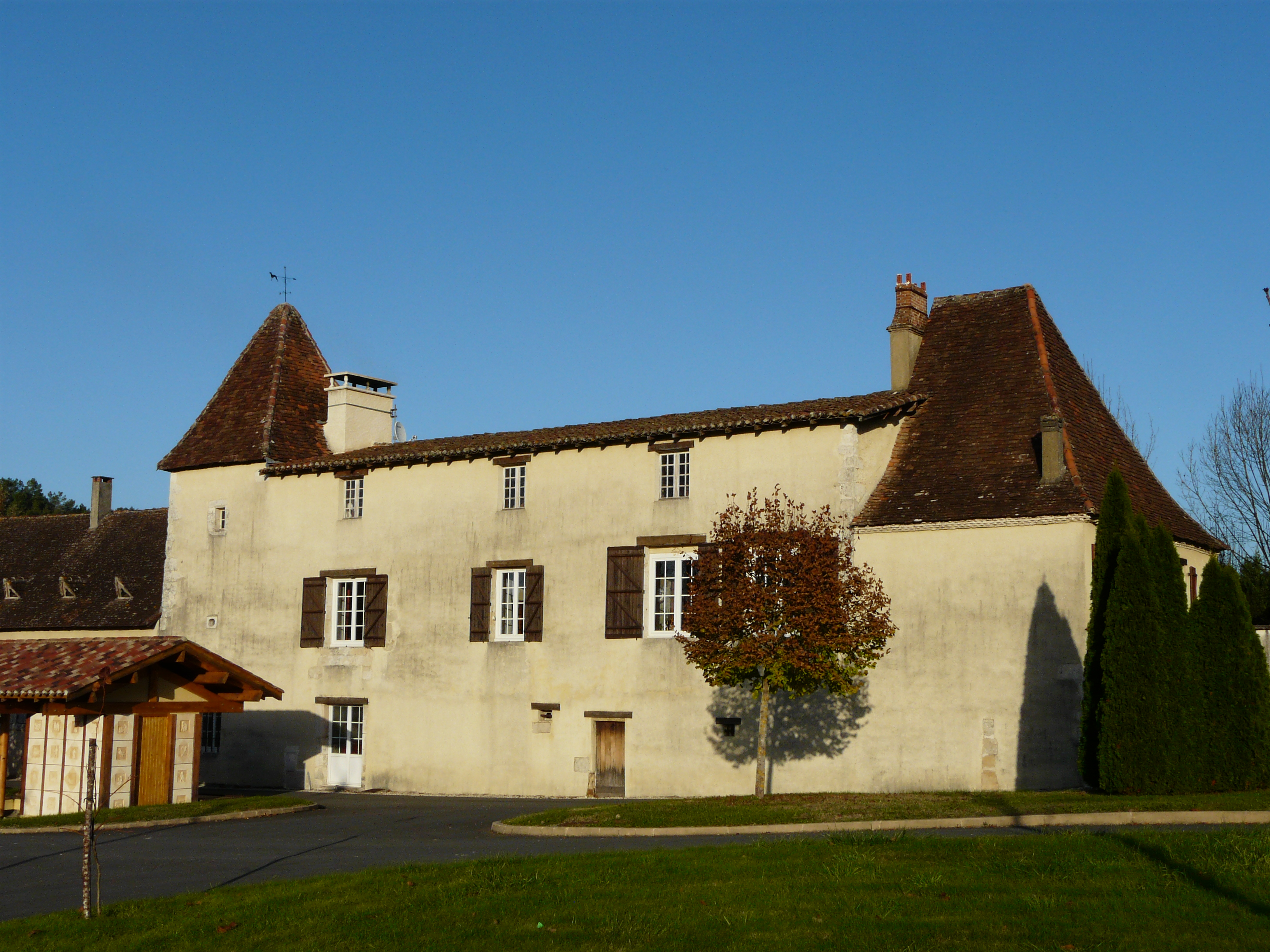
Herrenhaus im Süden der Gemeinde
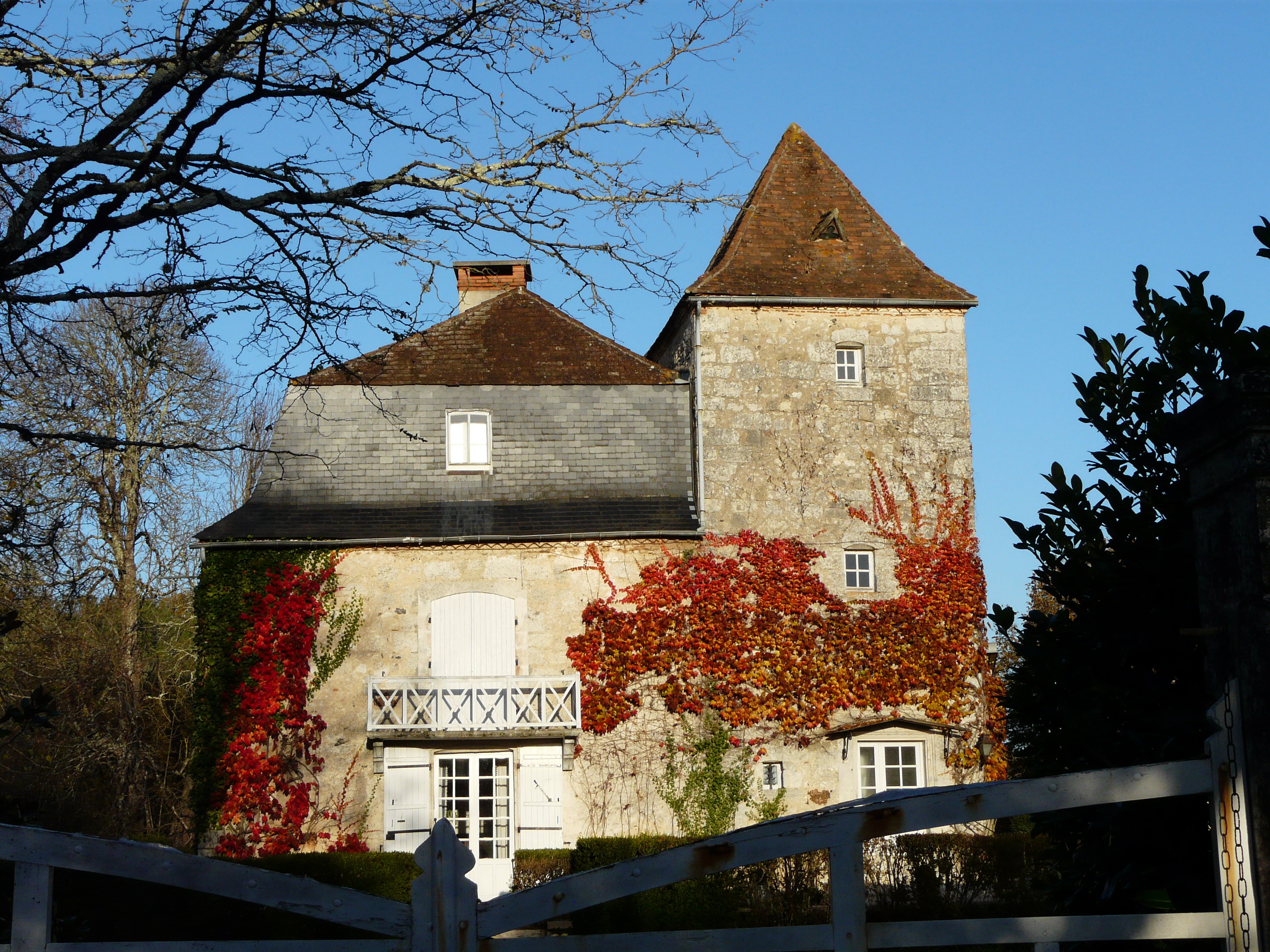
Herrenhaus im Norden der Gemeinde